# Marcelo Méndez
 (mai 2025).
Si vous disposez d'ouvrages ou d'articles de référence ou si vous connaissez des sites web de qualité traitant du thème abordé ici, merci de compléter l'article en donnant les références utiles à sa vérifiabilité et en les liant à la section « Notes et références ».
Pour les articles homonymes, voir Lozano.
Marcelo Méndez est un entraîneur argentin de volley-ball  né le 20 juin 1964 à Buenos Aires

## Clubs[3]
| Club                      | Pays      | De          | À           |
| Club Atlético River Plate | Argentine | 1992-1993   | 2003-2004   |
| Club Voleibol Pòrtol      | Espagne   | 2004-2005   | 2008-2009   |
| Sada Cruzeiro Vôlei       | Brésil    | 2009-2010   | 2020-2021   |
| Resovia Rzeszów           | Pologne   | 2021 - 2022 | 2021 - 2022 |
| Jastrzębski Węgiel        | Pologne   | 2022 - 2023 | 2024-2025   |

## Sélections nationales
| Pays      | De   | À    |
| Espagne   | 2007 | 2008 |
| Argentine | 2018 |      |